# Marian Sarr
Marian Dodou Sarr (* 30. Januar 1995 in Essen) ist ein deutsch-gambischer Fußballspieler.

## Karriere

### Vereine
Sarr begann das Fußballspielen 1999 beim heutigen SV Leithe 19/65. Über die Stationen Schwarz-Weiß Essen und FC Schalke 04 kam er zu Bayer 04 Leverkusen, für deren zweite Mannschaft er sich empfahl. In der Regionalliga-Saison 2012/13 wurde er in der Hinrunde zehnmal eingesetzt, so oft wie kein anderer Abwehrspieler. Zum Jahreswechsel 2012/13 wechselte Sarr zu Borussia Dortmund. Dort wurde er zunächst in der A-Jugend (U-19) eingesetzt. Sarr gab für Borussia Dortmund II am 20. Juli 2013 am ersten Spieltag der Saison 2013/14 in der 3. Liga gegen den VfB Stuttgart II sein Debüt im bezahlten Fußball. Zur Saison 2013/14 rückte er in den Profikader von Trainer Jürgen Klopp auf und wurde – ohne vorher ein Spiel in der 1. Bundesliga bestritten zu haben – am 11. Dezember 2013 über die volle Spielzeit in der UEFA Champions League gegen Olympique Marseille eingesetzt. Am 14. Dezember 2013 absolvierte der Abwehrspieler gegen die TSG 1899 Hoffenheim sein Bundesliga-Debüt. Zur Saison 2016/17 wechselte Sarr zur Zweitvertretung des VfL Wolfsburg in die Regionalliga Nord. Zur Saison 2018/19 schloss er sich dem VfR Aalen an, bei dem er aber lediglich als Einwechselspieler zum Einsatz kam. Durch dem Abstieg Aalens in die Regionalliga verlor sein mit einer Klausel versehener Vertrag im Sommer 2019 seine Gültigkeit und der Verteidiger folgte seinem Mannschaftskollegen Patrick Schorr zum FC Carl Zeiss Jena. Dort unterliefen ihm in seinem ersten Ligaspiel für den FC Carl Zeiss am 22. Juli 2019 gegen den FC Ingolstadt zwei Eigentore, durch die Jena das Spiel mit 1:2 verlor, und wurde damit der erste Spieler in der Geschichte der 3. Liga, dem zwei Eigentore in einem Spiel unterlaufen sind. Ende September 2019 wurde Sarr aus disziplinarischen Gründen gemeinsam mit seinen Teamkollegen Kilian Pagliuca und Ole Käuper, vorerst bis zur Winterpause, in die Oberligamannschaft versetzt. Anfang Oktober erfolgte unter dem neuen Cheftrainer Rico Schmitt die Rückkehr in den Profikader. Der Verteidiger wurde aber nicht mehr eingesetzt und schließlich im Anschluss an den 30. Spieltag Anfang Juni 2020 gemeinsam mit vier anderen Profis vom Spiel- und Trainingsbetrieb suspendiert. Sein zum 30. Juni 2020 auslaufender Vertrag wurde schließlich nicht verlängert, woraufhin er Jena zum Saisonende verließ. Im Sommer 2020 nahm Sarr am Trainingslager für vereinslose Spieler der Vereinigung der Vertragsfußballspieler in Duisburg teil. Anfang 2021 wurde er vom Regionalligisten Bonner SC verpflichtet. Im September 2021 wechselte Sarr zum hessischen Regionalligisten FC Gießen und war dort bis zum Saisonende. Anschließend ging Sarr dann weiter zum luxemburgischen Erstligisten Union Titus Petingen. Dort spielte er zwei Jahre, absolvierte 58 Pflichtspiele und traf dabei vier Mal. Anschließend war Sarr bis zum 4. November 2024 vereinslos, ehe ihn der SC Weiche Flensburg 08 aus der Regionalliga Nord unter Vertrag nahm.

### Nationalmannschaft
Von 2010 bis 2014 absolvierte der Innenverteidiger 36 Partien für die U15- bis zur U20-Auswahl des DFB und erzielte dabei zwei Treffer. Mit der U17-Auswahl wurde er 2012 bei der Europameisterschaft in Slowenien unter Trainer Stefan Böger Vize-Europameister. Am 24. und 28. März 2023 stand Sarr dann im Kader der gambischen A-Nationalmannschaft bei den Afrika-Cup-Qualifikationsspielen gegen Mali (0:2, 1:0), wurde jedoch vom belgischen Trainer Tom Saintfiet nicht eingesetzt.

## Erfolge
- Thüringenpokalsieger: 2020

## Privates
Sein jüngerer Bruder Wilfried (* 1996) ist ebenfalls Profifußballer und zuletzt für den Landesligisten FC Kray aktiv.